# Robert Axelrod (actor)
Robert Axelrod (Nueva York, 29 de mayo de 1949-Los Ángeles, California, 7 de septiembre de 2019) fue un actor estadounidense, conocido principalmente por su trabajo de voz en Digimon, junto con Lord Zedd y Finster en Mighty Morphin Power Rangers. También interpretó una parodia de Paul McCartney en Family Matters y recientemente apareció en varias producciones del dúo de comedia Tim & Eric.

## Biografía
Nacido y crecido en la ciudad de Nueva York, comenzó a actuar en comerciales y teatro cuando era niño. Luego trabajó como guitarrista a tiempo completo a principios de los años 1970, antes de volver a actuar como artista de doblaje a principios de la década de 1980. Su agencia, Mobile Monicker Productions, señaló que interpretó a más de 150 personajes en su carrera.
Axelrod murió en Los Ángeles el 7 de septiembre de 2019, a los 70 años.

## Filmografía

### Animación
| Año | Título                            | Papel     | Notas | Fuente |
| --- | --------------------------------- | --------- | ----- | ------ |
|     | Spider-Man                        | Microchip |       |        |
|     | Journey to the Heart of the World | Scarface  |       |        |

### Películas
| Año  | Título                            | Papel         | Notas | Fuente |
| ---- | --------------------------------- | ------------- | ----- | ------ |
| 1990 | Repo Jake                         | Rey           |       |        |
| 1991 | F.A.R.T the Movie                 | Ministro      |       |        |
| 1995 | Power Rangers: la película        | Lord Zedd     | Voz   |        |
| 2000 | Digimon: La película              | Armadillomon  | Voz   | [ 8 ]  |
| 2009 | Mega Monster Battle: Ultra Galaxy | Ultraman King | Voz   |        |
| 2017 | The Clapper                       | Spider Parson | Voz   |        |